# Guido Fusinato
Guido Fusinato (Castelfranco Veneto, 15 febbraio 1860 – Schio, 22 settembre 1914) è stato un politico italiano, deputato dalla XVIII alla XXIV legislatura e Ministro della pubblica istruzione dal 29 maggio al 2 agosto 1906 nel Governo Giolitti III.
Era figlio dello scrittore e patriota Arnaldo Fusinato e della poetessa Erminia Fuà.
Nel 1912 fu signatario, come plenipotenzario, del Trattato di Ouchy tra il Regno d'Italia e l'Impero ottomano a conclusione della Guerra italo-turca e fu oggetto di aspre critiche per aver troppo accordato all'Impero ottomano.
Fu anche sottosegretario agli Affari Esteri. Dopo lo scoppio della prima guerra mondiale, per la disperazione di veder gettata la patria in una lunga guerra disastrosa per le sue sorti, come scrisse a Giolitti il 19 e 20 agosto 1914 (Lettere, Vol. III, tomo III), si suicidò.
Si iscrisse alla Massoneria nel 1892.